# Юкельсон, Михаил Борисович
Михаил Борисович Юкельсон (13 января 1864, Чернигов — 6 августа 1938, Киев) — украинский советский врач-нейрохирург, профессор, первый руководитель нейрохирургической клиники в Киеве, отец художницы Екатерины Михайловны Гаккебуш.

## Биография
Окончил медицинский факультет Императорского университета Святого Владимира в Киеве.
В 1907 году был избран советом Еврейской больницы в Бердичеве на должность заведующего хирургическим отделением. 
15 ноября 1910 года избран на такую же должность советом киевской Еврейской бесплатной больницы, после революции 1917 года ставшей 1-й Рабочей больницой, позже клиникой 2-го КГМИ (ныне Киевская областная больница), руководителем которой оставался до самой смерти. 
В хирургическом отделении Киевской еврейской больницы М. Б. Юкельсон ввёл широкий диапазон хирургических вмешательств, благодаря чему оно стало хирургическим центром всего Юго-Западного края Российской империи. В клинике М. Б. Юкельсона был разработан метод пластики брюшной стенки при диастазе мышц, успешно выполнялись операции на жёлчевыводящих путях.
С 1913 года, когда нейрохирургия только начинала развиваться, М. Б. Юкельсон выполнял оперативные вмешательства по поводу опухолей задней черепной ямки. Кроме опухолей центральной и периферической нервной системы, в частности, спинного мозга, сохранились упоминания о выполненных в клинике профессора М. Б. Юкельсона операции по поводу сирингомиелии и арахноидита.
Похоронен в Киеве на Лукьяновском кладбище.

## Семья
- Сестра — Раиса Борисовна Юкельсон, была замужем за присяжным поверенным Яковом Соломоновичем Гольденвейзером.
- Жена — Любовь Александровна Юкельсон.
  - Дочь — Екатерина Михайловна Юкельсон (1913—1993), художник театра и кино, была замужем за режиссёром Валерием Гаккебушом[1].
  - Дочь — Лидия Михайловна Юкельсон (1908—?)[2].